# Canton de Coutras
Le canton de Coutras est une ancienne division administrative française située dans le département de la Gironde et la région Aquitaine.
À l'issue du redécoupage cantonal de 2014, Coutras est devenu le bureau centralisateur du nouveau canton du Nord-Libournais.

## Géographie
Ce canton était organisé autour de Coutras dans l'arrondissement de Libourne. Son altitude variait de 4 m (Coutras) à 113 m (Saint-Antoine-sur-l'Isle) pour une altitude moyenne de 45 m.

## Composition
Le canton de Coutras regroupait douze communes et comptait 22 838 habitants (population municipale) au 1er janvier 2010.
| Nom                         | Code Insee | Intercommunalité | Superficie (km2) | Population (dernière pop. légale) | Densité (hab./km2) |
| --------------------------- | ---------- | ---------------- | ---------------- | --------------------------------- | ------------------ |
| Abzac                       | 33001      | CA du Libournais | 13,44            | 1 911 (2014)                      | 142                |
| Camps-sur-l'Isle            | 33088      | CA du Libournais | 3,02             | 588 (2014)                        | 195                |
| Chamadelle                  | 33124      | CA du Libournais | 15,35            | 701 (2014)                        | 46                 |
| Coutras                     | 33138      | CA du Libournais | 33,69            | 8 410 (2014)                      | 250                |
| Les Églisottes-et-Chalaures | 33154      | CA du Libournais | 17,16            | 2 174 (2014)                      | 127                |
| Le Fieu                     | 33166      | CA du Libournais | 14,67            | 532 (2014)                        | 36                 |
| Les Peintures               | 33315      | CA du Libournais | 13,13            | 1 569 (2014)                      | 119                |
| Porchères                   | 33332      | CA du Libournais | 13,19            | 912 (2014)                        | 69                 |
| Saint-Antoine-sur-l'Isle    | 33373      | CA du Libournais | 10,40            | 573 (2014)                        | 55                 |
| Saint-Christophe-de-Double  | 33385      | CA du Libournais | 36,13            | 699 (2014)                        | 19                 |
| Saint-Médard-de-Guizières   | 33447      | CA du Libournais | 10,37            | 2 389 (2014)                      | 230                |
| Saint-Seurin-sur-l'Isle     | 33478      | CA du Libournais | 8,83             | 3 129 (2014)                      | 354                |

## Démographie
| 1962   | 1968   | 1975   | 1982   | 1990   | 1999   | 2006   | 2011   | 2012   |
| ------ | ------ | ------ | ------ | ------ | ------ | ------ | ------ | ------ |
| 16 510 | 16 804 | 17 046 | 17 826 | 18 346 | 19 224 | 21 021 | 22 971 | 23 041 |

## Histoire
De 1833 à 1848, les cantons de Coutras et de Lussac n'avaient qu'un seul conseiller général. Le nombre de conseillers généraux par département était limité à 30.

## Administration

### Conseillers généraux de 1833 à 2015
| Période | Période          | Identité                          | Étiquette    | Qualité |
| ------- | ---------------- | --------------------------------- | ------------ | --- |
| 1833    | 1844             | Pierre Drivet                     |              | Conseiller honoraire à la Cour royale de Bordeaux Propriétaire à Léonat, Lussac                                 |
| 1844    | 1845 (démission) | Élie Decazes, Duc de Glücksberg   |              | Premier secrétaire d'ambassade en Espagne                                                                       |
| 1845    | 1848             | André Feuilhade-Chauvin           | Majorité     | Procureur général près la Cour royale de Bordeaux puis conseiller à la cour de cassation Député (1842-1849)     |
| 1848    | 1852             | Jean Édouard Fellonneau           |              | Notaire et avocat à Coutras                                                                                     |
| 1852    | 1856             | Jean Raimond Emmanuel Dufoussat   |              | Avocat, propriétaire à Libourne                                                                                 |
| 1856    | 1867             | Adolphe Alphand                   | Bonapartiste | Ingénieur en chef des embellissements de Paris                                                                  |
| 1867    | 1884 (décès)     | Jean-Baptiste, dit Ernest Lalanne | Républicain  | Médecin, maire de Coutras Député (1876-1884)                                                                    |
| 1884    | 1898             | Jean Caussade                     | Républicain  | Propriétaire, médecin, maire de Saint-Médard-de-Guizières (1887-1888 et 1890-1896), conseiller d'arrondissement |
| 1898    | 1904             | Jean-Adrien Barat-Dulaurier       | Républicain  | Médecin, maire de Saint-Antoine-sur-l'Isle                                                                      |
| 1904    | 1940             | Ernest Barraud                    | Rad.ind.     | Propriétaire à Coutras Président du Conseil général Nommé conseiller départemental en 1943                      |
|         |                  |                                   |              | |
| 1945    | 1994             | Jean-Elien Jambon (1907-1999)     | SFIO puis PS | Viticulteur propriétaire-exploitant Maire de Coutras (1953-1977) puis de Camps-sur-l'Isle (1977-1995)           |
| 1994    | 2013 (décès)     | Pierre Barrau                     | PS           | Ancien chef d'entreprise Maire de Porchères (1960-2013)                                                         |
| 2013    | 2015             | Michelle Lacoste                  | PS           | Adjointe au Maire de Coutras                                                                                    |

### Conseillers d'arrondissement (de 1833 à 1940)
| Période                                  | Période | Identité                                         | Étiquette   | Qualité |
| ---------------------------------------- | ------- | ------------------------------------------------ | ----------- | --- |
| 1833                                     | 1839    | François Viault ainé (1793-1858)                 |             | Propriétaire à Coutras                                                                                      |
| 1839                                     | 1845    | Pierre Lalanne (1801-1865)                       |             | Médecin, maire de Coutras                                                                                   |
| 1845                                     | 1848    | Élie Jules Viault (1797-1872, frère de F.Viault) |             | Juge de paix à Coutras                                                                                      |
|                                          |         |                                                  |             | |
| 1871                                     | 1883    | Jean Caussade                                    | Républicain | Médecin, propriétaire à Saint-Médard-de-Guizières                                                           |
| 1883                                     | 1889    | Adolphe Dulaurier                                | Républicain | Médecin, ancien interne des hôpitaux de Paris                                                               |
| 1889                                     | 1895    | M. Marié                                         | Royaliste   | |
| 1895                                     | 1907    | Michel Sarrazin                                  | Républicain | Propriétaire, maire de Coutras                                                                              |
| 1907                                     | 1913    | Jean-Léon Texier                                 |             | Médecin, maire d'Abzac                                                                                      |
| 1913                                     | 1925    | William Jaubert                                  | Républicain | Médecin, conseiller municipal de Saint-Médard-de-Guizières                                                  |
| 1925                                     | 1931    | M. Barbeau                                       | Radical     | Médecin |
| 1931                                     | 1940    | M. Le Collen                                     | Radical     | Maire des Églisottes                                                                                        |
| 1940                                     |         |                                                  |             | Les conseils d'arrondissement ont été suspendus par la loi du 12 octobre 1940 et n'ont jamais été réactivés |
| Les données manquantes sont à compléter. |         |                                                  |             | |